# バトルブレイク
『バトルブレイク』（Battle Break）は、バンダイから2011年4月25日より発売している日本のトレーディングフィギュアゲーム。

## 概要
ガシャポンカプセル自販機販売およびパック販売で発売のフィギュアバトルゲーム。将棋やチェスの要領で自分のフィギュアを戦わせる。鳥山明や荒木飛呂彦など漫画家がデザイナーとして参加している。第4弾では濱田龍臣プロデュースのフィギュアも登場。

## プレイ手順
自分の城マスに城コインを4枚、自分バンクにコインを10枚、待機エリアにフィギュア5体以上を置き、まず2枚のコインを待機エリアに置く。
スタートフェイズで、バンクにある好きなコイン1枚を待機エリアに置く。1ターンに1体待機エリアのフィギュアを入れ替えることができる。
出撃フェイズで、フィギュアレベルと同じ枚数のコインをチャージ（フィギュアの下に重ねる、最低1枚はフィギュアと同じ色）してバトルエリア一番手前、城マス以外の出撃マスに待機エリアのフィギュアを置いて出撃。この際同名フィギュアは出撃できない。
メインフェイズで自分のフィギュアを1体ずつ行動（移動、攻撃）する。
移動は、フィギュアの移動力ぶんまで移動でき、飛行の場合は他のフィギュアを飛び越えることも可能。移動後に攻撃に移る。
攻撃は、射程内の相手フィギュアや城を1体を攻撃でき、攻撃側がバトルダイスを振り、「攻撃力（攻撃側レベル+ダイス）」が「防御力（防御側レベル）」より大きいか同じで攻撃成功、受けたダメージ分（通常1、効果で2以上、ダイス絶対成功で+1）のチャージしたコインを外す。コインが0になるとブレイク（破壊）となり廃棄エリアに送られる。
城への攻撃の場合は城は防御力0で（特殊効果がない場合）2以上でもブレイクは1枚のみ。ブレイクされた場合、城コイン裏の城効果を使用できる。使用された城コインは待機エリアに移され色を持たないコインとしてチャージに使用ができる。
チャージしているコインにはコイン効果があり、コインに書かれたタイミングでコストとしてチャージしているコインを払い使用できる。払ったコインは待機エリアへ戻る。コストを支払うと0になる場合は使用できない。
エンドフェイズで、ターンプレイヤーを交代し相手のフェイズとなる。
相手の城コインをすべてブレイクするか、相手のフィギュアを0体にすれば勝利。

## 勢力
舞台は西暦2111年の世界。
- エンパイア（地球帝国）

カラーは黄色。全体として機動力に優れる。エンペラーを最高権力者とする機械文明で、たったひとつの地球国家。22世紀初頭に地球統一を果たしたが、その後も宇宙侵略を念頭に置いた軍拡が続けられている。
- ガイア（ガイア獣人）

カラーは赤。全体として単純な攻撃力に優れる。動物や植物のDNAを取り込んだ獣人で、地球帝国に対抗する最大勢力。地球を「母なる星ガイア」と呼んで神聖視し、機械文明に嫌悪を示す。地球帝国の迫害を避け、火星に本拠地を置く。
- エイリアン（宇宙連合）

カラーは青。全体として支援やトリッキーな効果に優れる。宇宙人の共同体で、地球帝国とガイア獣人軍の戦争に対して休戦と和平を呼びかけている。高い技術と豊富な資源を有するが、平和主義なので軍事力は低い。エンペラーは宇宙連合の加盟を拒否している。
- クァール

カラーは緑。全体として防御力に優れる。宇宙生物の総称で厳密には勢力ではない。そのほとんどは21世紀の後半に行なわれた地球統一戦争の際、遺伝子操作によって開発された生体兵器が野生化したものだが、中には原生種も含まれている。名称はA・E・ヴァン・ヴォークトのSF小説「宇宙船ビーグル号の冒険」に登場する宇宙生物の名前に由来する。

### フィギュアリスト
プロモーション
クァール - V龍、ケルベロス零号、ゴールドドラゴン、シルバードラゴン、ブロンズドラゴン
エンパイア - ゴールドオックス、シルバーオックス、ブロンズオックス
ガイア - トカゲ剣兵エリート、トカゲ弓兵ゴールド、トカゲ弓兵シルバー、トカゲ弓兵ブロンズ
クレセント小隊の野望
エイリアン - サンドリアン
エンパイア - 突撃兵、オックスホーン、ダーク・クレセント
ケルベロス暴走計画
クァール - ケルベロス
ガイア - トカゲ剣兵、アステリオス、ガネーシアン
第1弾
エイリアン - アイアイ、アダムス、ウォータリアン、チャクラ星人
クァール - 牧場トカゲ、キラー・パンダ、リヴァイアサン、ホシクジラ、ラッキードラゴン
エンパイア - バズーカ歩兵、ワン・オブ・ナイン、ガンレッガー、スフィン-X
ガイア - トカゲ呪術師、クロウ・テング、獅子王、獅子王(SPカラーver)
第2弾
エイリアン - ノッカー、アビリティーDEX、マグマリアン、カレルレン、カレルレン(SPカラーver)
クァール - ノーチラス、フタゴトカゲ、甲蟲王、不死フェニックス
エンパイア - ビーム歩兵、パワーローダー・エレン、憤怒のイラ、トリヤマロボ
ガイア - アリアドネ、アルジャーノン、ダゴン、暴虎王
第3弾
エイリアン - アダムス調査隊、アダムス調査隊(SPカラーver)、アビリティーSTR、ウィンドリアン、サウス・カルフォルニア・パール
クァール - ヒナモグ、ザムザ、ピーコック・ペガサス、聖獣ゲンブ
エンパイア - モアイ・キャノン、看護兵、嫉妬のインヴィディア、5段ロケットT-50
ガイア - モッチー、B・シャモン、ドーベルマン、シュレーディンガー
第4弾
エイリアン - クリオ、アビリティーINT、サンダリアン、円盤星獣ドラゴソーサー
クァール - メタルジャクシ、ドラピー、カフカ、聖獣セイリュウ、邪龍ヘイロン
エンパイア - RX-4WD、ドゴロチ、暴食のグーラ、大電人M
ガイア - 執事セバス、メデュー・チャン、ワニゲーター、龍将軍
第5弾
エイリアン - アビリティーWIS、キングアダムス、クラウドリアン、大天使ミカエレン
クァール - キラー・コアラ、ケロメタル、クイーン・パピヨン、聖獣ビャッコ
エンパイア - パワーローダー・クシナダ、色欲のルクスリア、強欲のアワリティア、傲慢のスペルビア、メタル白亜王
ガイア - バリキウロス、トカゲ魔術師、白亜王、獅子王(第1弾のものとは別物)
戦国兵法 場取武礼駒
武田軍 - 武田信玄、武田信繁、馬場信春、山県昌景、高坂昌信、山本勘助、真田幸隆、透波、騎馬武者、槍足軽
上杉軍 - 上杉謙信、小島弥太郎、色部勝長、柿崎景家、甘粕景持、村上義清、直江実綱、軒猿、鉄砲足軽、槍足軽

## リリース
- 2011年4月25日 第1弾『-未来との遭遇- BATTLE ENCOUNTER』、バトルスターターセット第1弾『クレセント小隊の野望』『ケルベロス暴走計画』発売。特製格納ボックスプレゼントキャンペーン実施
- 2011年6月 第2弾『-勃発- BATTLE BREAK OUT』発売。第2弾発売記念キャンペーン実施
- 2011年8月 第3弾『-混戦- MIXED BATTLE』発売。『ケルベロス零号プレゼントキャンペン』実施
- 2011年11月 第4弾『-闘龍- DRAGON BATTLE』発売。『フィギュア100種記念キャンペーン』実施
- 2012年2月 第5弾『-闘将- KING BATTLE』発売予定。『フィギュア100種記念キャンペーン』実施
- 2012年4月27日 『戦国兵法 場取武礼駒 川中島之決戦 SAMURAI GENERATION』発売[2]

## 漫画
『バトルブレイク』は、Vジャンプ2011年6月号（2011年4月21日発売）より連載の漫画版。漫画東本一樹。監修・協力バンダイ。主人公は大地ヤマト、ヒロインは天川ハルカ。

### 単行本
- 東本一樹（漫画）、バンダイ（監修・協力） 『バトルブレイク』 集英社〈ジャンプ・コミックス〉、全2巻（2012年9月4日現在）
  1. 「ブレイクアウト!!」2012年2月8日第1刷発行（2月3日発売[集 1]）、ISBN 978-4-08-870385-5
  2. 「仲間」2012年9月9日第1刷発行（9月4日発売[集 2]）、ISBN 978-4-08-870510-1

## OVA
『トレーディングフィギュアバトル バトルブレイク』は同名フィギュアゲームを題材としたオリジナルアニメーション。2012年12月17・18日の『ジャンプフェスタ2012』で公開され、公式サイトでも配信された。発売前にPVアニメも作られているが内容は異なる。
- アニメーション製作 - OLM、OLM Digital

### 登場キャラ
大地ヤマト
声 - 豊崎愛生
オリジナルフィギュア・獅子王に選ばれた少年。バトルブレイクをプレイしたことがないにも拘らずバトルブレイク大会「戦艦島ジ・アルティメット」に招待された。両親は海外赴任をしているがオリジナルについての秘密を知っている模様。
剣崎ムサシ
声 - 真堂圭
ヤマトの友人で、予選を勝ち抜き「戦艦島ジ・アルティメット」に出場。切り札はセイリュウ。
剣崎ハルカ
声 - 後藤麻衣
ムサシの妹。兄同様に予選を勝ち抜き「戦艦島ジ・アルティメット」に出場している。切り札はカレルレン。
黒川シュン
声 - 西墻由香
通称ジェノサイダーシュンと呼ばれている、オリジナルフィギュア・ダーククレセントを持つ少年。バトルスタイルはキャッスルブレイクによる勝利に一切興味なく相手のフィギュアを全滅させるデッキブレイクでの勝ちに拘り、バトルに敗北した相手は実際にフィギュアが破壊される。
ダイチ アスカ
声 - 尾崎麗奈
オリジナルフィギュアについて何かを知っている謎の人物。誰にも負けないと豪語する。「カドクラ アスカ」を名乗り東京代表として小笠原諸島からやってきたことになっているがデータは書き換えられ本来出場するはずだった人物とスリ替わった可能性があり、白亜王をヤマトに預け棄権する。
ダイゴ
ヤマトの初対戦相手となった町の不良。
エージェント中村
BBBのエージェント。
会長
BBBの最高責任者で「戦艦島ジ・アルティメット」の主催者。
A（アンペア）ブレイカー☆NAKAHI
バトルブレイクのナビゲーターで、自称バトルブレイクのカリスマ。

## 情報番組
『Aブレイカー☆NAKAHIのブレイクしようぜ!』は2011年3月27日より毎週日曜8時55分と18時25分よりカートゥーン ネットワーク放送の情報番組。

## オンラインゲーム
公式サイトWebカメラからARマーカーを読み込むことで『バナフェス!タウン』内でオンライン対戦で遊ぶことが出来る。利用には会員登録が必要。

### 集英社BOOK NAVI
以下の出典は『集英社BOOK NAVI』（集英社）内のページ。書誌情報の発売日の出典としている。
1. ↑  “バトルブレイク/1｜東本 一樹/バンダイ｜ジャンプコミックス｜” (n.d.). 2012年1月26日時点のオリジナルよりアーカイブ。2012年2月3日閲覧。
2. ↑  “バトルブレイク/2｜東本 一樹/バンダイ｜ジャンプコミックス｜” (n.d.). 2012年11月30日時点のオリジナルよりアーカイブ。2012年2月3日閲覧。